# BE
BE — второй и последний студийный альбом британской рок-группы Beady Eye, дата выпуска 10 июня 2013 года. Премьера первой песни с BE состоялась 15 апреля в эфире радиостанции BBC Radio 1. Продюсером стал Дэйв Ситек, который уже работал с группами Yeah Yeah Yeahs, TV on the Radio и Jane’s Addiction. Альбом дебютировал под вторым номером в официальном английском чарте Top of the Pops. Первый сингл «Second Bite of the Apple» был выпущен в мае 2013 года и к сегодняшнему дню достиг 112-й позиции в UK Singles Chart.

## Релиз
Группа развернула активную интернет-кампанию, призывая людей распространять ссылки на сайт Beady Eye для того, чтобы открыть различные части песни «Flick of the Finger». Однако альбом был полностью выложен в Интернет за две недели до его официального релиза 10 июня. В эксклюзивное издание включены четыре бонусных трека.

## Список композиций
| №   | Название                   | Автор(ы)                             | Длительность |
| --- | -------------------------- | ------------------------------------ | ------------ |
| 1.  | «Flick of the Finger»      | Лиам Галлахер, Джем Арчер, Энди Бэлл | 3:47         |
| 2.  | «Soul Love»                | Галлахер                             | 4:29         |
| 3.  | «Face the Crowd»           | Энди Бэлл                            | 4:09         |
| 4.  | «Second Bite of the Apple» | Арчер                                | 3:29         |
| 5.  | «Soon Come Tomorrow»       | Бэлл                                 | 4:23         |
| 6.  | «Iz Rite»                  | Арчер                                | 4:24         |
| 7.  | «I’m Just Saying»          | Бэлл                                 | 3:22         |
| 8.  | «Don’t Brother Me»         | Галлахер                             | 3:35         |
| 9.  | «Shine a Light»            | Галлахер                             | 4:02         |
| 10. | «Ballroom Figured»         | Галлахер, Арчер, Бэлл                | 4:19         |
| 11. | «Start Anew»               | Галлахер                             | 5:04         |

| №   | Название                       | Автор(ы) | Длительность |
| --- | ------------------------------ | -------- | ------------ |
| 12. | «Dreaming of Some Space»       | Бэлл     | 1:51         |
| 13. | «The World’s Not Set In Stone» | Галлахер | 4:46         |
| 14. | «Back After The Break»         | Арчер    | 4:09         |
| 15. | «Off at The Next Exit»         | Арчер    | 3:37         |

| №   | Название           | Автор(ы) | Длительность |
| --- | ------------------ | -------- | ------------ |
| 16. | «Girls in Uniform» | Бэлл     | 6:23         |
| 17. | «Evil Eye»         | Галлахер | 5:01         |